# Крессен-Рошфор
Крессе́н-Рошфо́р (фр. Cressin-Rochefort) — коммуна во Франции, находится в регионе Рона-Альпы. Департамент коммуны — Эн. Входит в состав кантона Белле. Округ коммуны — Белле.
Код коммуны — 01133.

## Население
Население коммуны на 2010 год составляло 374 человека.
| 1962 | 1968 | 1975 | 1982 | 1990 | 1999 | 2010 |
| ---- | ---- | ---- | ---- | ---- | ---- | ---- |
| 183  | 166  | 179  | 216  | 250  | 308  | 374  |